# Microrégion de Parecis

Localisation de la microrégion de Parecis

La microrégion de Parecis est l'une des huit microrégions qui subdivisent le nord de l'État du Mato Grosso au Brésil.
Elle comporte 5 municipalités qui regroupaient 83 511 habitants en 2006 pour une superficie totale de 59 224 km2.

## Municipalités[1]
- Campo Novo do Parecis
- Campos de Júlio
- Comodoro
- Diamantino
- Sapezal